# Monas Hieroglyphica
Monas Hieroglyphica (o Monade Geroglifica) è un libro di John Dee, pubblicato ad Anversa nel 1564. È un'esposizione del significato di un simbolo esoterico da lui inventato. 

## Contenuti
In 24 teoremi espone il significato più profondo di questo simbolo, in cui John Dee descrive un'unità cosmica di aspetti mistici dell'astrologia, dell'astronomia e dell'alchimia. Dee spiega come nella rappresentazione simbolica si riconoscano i tradizionali sette pianeti e i quattro elementi (cfr. Teoremi X e XII). Indica anche due segni dello zodiaco che sono importanti per lui (cfr. Teorema XV su Ariete e Toro).
Il geroglifico incarna la visione di Dee dell'unità del Cosmo ed è un composto di vari simboli esoterici e astrologici. Dee ha scritto un commento al riguardo che funge da base per i suoi misteri. Tuttavia, l'oscurità del commento è tale che si ritiene che Dee lo usasse come una sorta di manuale per una spiegazione più dettagliata del geroglifico che avrebbe dato di persona. Poiché non è rimasta alcuna prova di questa ipotetica spiegazione, è impossibile conoscere con certezza l'utilità di questo simbolo.

## Influenza
Questo simbolo sembrerebbe collegare Dee con l'ordine rosacrociano fondato nel 1614, in quanto compare su una pagina de Le nozze chimiche di Christian Rosenkreutz, accanto al testo dell'invito al matrimonio reale dato a Christian Rosenkreutz. Da ciò ne consegue che Dee potrebbe aver potuto mostrare il suo simbolo a Johannes Valentinus Andreae o a uno dei suoi associati durante le sue visite in varie località dell'Europa centrale.

## Note

Simbolo di Dee, il cui significato è spiegato in Monas Hieroglyphica, indica (dall'alto verso il basso): la luna; il Sole; gli elementi; e fuoco.